# اوله شپتیتسکی
اوله شپتیتسکی (اوکراینی: Олег Романович Шептицький؛ زادهٔ ۱ سپتامبر ۱۹۸۶) بازیکن فوتبال اهل اوکراین است.